# Circica
Circica är ett släkte av fjärilar. Circica ingår i familjen gnuggmalar.
Kladogram enligt Catalogue of Life:
| Circica | \| \| Circica cionophora \| \| \| \| \| \| Circica xestobela \| \| \| \| |
|         | \| \| Circica cionophora \| \| \| \| \| \| Circica xestobela \| \| \| \| |
|         | Circica cionophora                                                       |
|         |                                                                          |
|         | Circica xestobela                                                        |
|         |                                                                          |